# Zygocera forrestensis
Zygocera forrestensis är en skalbaggsart som först beskrevs av Mckeown 1948.  Zygocera forrestensis ingår i släktet Zygocera och familjen långhorningar. Inga underarter finns listade i Catalogue of Life.